# Gorana
Gorana je žensko ime, koje u Hrvatskoj češće nalazimo među Hrvatima te rjeđe među Srbima. Značenje imena dolazi od imenice gora, tj. šuma, planina. Gorana je relativno često ime, među prvih petsto ženskih imena u Hrvatskoj, gdje danas živi preko tisuću ovakih imenjakinja. Slična imena i nadimci: Goga, Goja, Gojka, Gora, Gorica, Gorita, Gorka.

## Značenje
Gorana znači gorska žena, a izvedenica je od slavenskog muškog imena Goran. Povezano je sa šumom i latinsko ime bi bilo Silvia (lat. silva)

## Popularnost
Najviše osoba nazvanih Gorana rođeno je devedesetih godina prošlog stoljeća. Najmanje tog imena nalazimo među malom djecom, a više među ženama u dvadesetima i tridesetima.

## Gorana u Hrvatskoj
Većina osoba koje se zovu Gorana žitelji su Splita (ukupno preko dvjesto), Zagreba (preko sto) te Šibenika (četrdesetak). S obzirom na broj stanovnika, Gorana najčešće je ime među stanovnicima Kukljice gdje se svaki tristoti stanovnik tako zove.

## Poznata imena
- Gorana Doliner, muzikolog (20. st.)
- Gorana Marin, hrvatska glumica

## Zanimljivosti
Gorana je ime sela u Crnoj Gori koje ima oko 523 stanovnika.